# هلال بن بدر
أبو الحسن هلال بن بدر هو والي مصر العباسي من 309 إلى 311هـ.

## سيرته
هو هلال بن بدر الأمير أبو الحسن ولي إمرة مصر بعد عزل تكين الخزري، من قبل جعفر المقتدر بالله، عَلَى صلاتها، دخلها يوم الإثنين 6 ربيع الآخر سنة 309 هـ، فأقرّ محمد بْن طاهر عَلَى الشُّرَط، وخرج مؤنس الخادم منها يوم السبت 18 ربيع الآخر ومعه أَبُو قابوس. ثمَّ تمرد الجُند عَلَى هِلال بْن بدر، وخرجوا إلى مُنية الأَصبغ وصُلح أمر الفُرسان، واجتمعت الرجَّالة والبحريّين إلى محمد بْن طاهر صاحب الشُّرَط، وكان صاحبهم والمستولي عَلَى أُمورهم، وتحقَّق هِلال بن بَدْر فَساد أمرهم من قِبَله، فطلبه، فاستتر ثمَّ ظهُر عَلَيْهِ وعلى أخيه أَبِي الفتح أحمد بْن طاهر، فمُضي بهما إلى هِلال، فقتلهما 26 صفر سنة 310 هـ.
وجعل هِلال عَلَى الشُّرَط عليّ بْن فارس سبعة أيَّام، ثمَّ صرفه وجعل مكانه كَنجُور يوم الثلاثاء 23 ربيع الأول سنة 310 هـ، وكانت مِصر فِي أيَّام هِلال من النهب والقتل والفَساد عَلَى نِهاية، ثمَّ صُرف عَنْهَا فِي ربيع الآخر سنة 311 هـ، وخرج منها في 27 ربيع الآخر.